# Le Cousin de Cendrillon
Pour les articles homonymes, voir Cendrillon (homonymie).
Pour plus de détails, voir Fiche technique et Distribution.
Le Cousin de Cendrillon est un film français réalisé par Léonce Perret, sorti en 1910.

## Fiche technique
- Titre : Le Cousin de Cendrillon
- Réalisation : Léonce Perret
- Scénario : Léonce Perret, d'après le conte de Charles Perrault Cendrillon
- Photographie :
- Montage :
- Producteur :
- Société de production : Société des Établissements L. Gaumont
- Société de distribution : Comptoir Ciné-Location
- Pays d'origine :  France
- Langue : film muet avec les intertitres en français
- Format : Noir et blanc — 35 mm — 1,33:1 — Muet
- Genre : Film de fantasy
- Métrage : 224 mètres
- Durée : 7 minutes
- Dates de sortie :
  -  France : 8 octobre 1910

## Distribution
- Jeanne Marie-Laurent : Cendrillon
- Léonce Perret : le cousin
- Suzanne Privat
- Suzanne Arduini